# 카리스마 (밴드)
카리스마는 대한민국의 헤비 메탈 그룹이다.
시나위에서 탈퇴한 김종서가 작은 하늘의 이근형, 김영진 등과 결성한 슈퍼그룹이며, 멤버는 김종서(보컬), 이근형(기타), 김민기(드럼), 김영진(베이스)이며 김영진 가입 이전 앨범의 녹음은 박현준이 담당했다.

## 음반
- 1988년 1집 《Warning》 서라벌레코드